# 宇賀村
宇賀村（うかそん）は、山口県豊浦郡にあった村。現在の下関市豊浦町大字宇賀・豊北町大字北宇賀にあたる。

## 地理
- 海洋：響灘
- 山岳：浄天山、鯖釣山、京ノ山、掛地山、寺畑山

## 歴史
- 1889年（明治22年）4月1日 - 町村制の施行により、近世以来の宇賀村が単独で自治体を形成。
- 1955年（昭和30年）4月1日 - 分割により宇賀村廃止。
  - 大字宇賀が豊西村・黒井村・川棚村と合併して豊浦町が発足。
  - 大字北宇賀が神玉村・角島村・神田村・阿川村・粟野村・滝部村・田耕村と合併して豊北町が発足。

## 交通

### 鉄道路線
- 日本国有鉄道
  - 山陰本線
    - 湯玉駅

現在は旧村域に宇賀本郷駅が所在するが、当時は未開業。